# A.J. Styles
Allen Jones (født 2. juni 1977), bedre kendt under ringnavnet A.J. Styles (eller AJ Styles), er en amerikansk wrestler, der er på kontrakt med World Wrestling Entertainment (WWE).
I TNA har A.J. Styles fundet VM-titlen fire gange. Derudover har han også vundet TNA X Division Championship seks gange, TNA World Tag Team Championship fem gange (fire gange mens VM-bælterne gik under navnet NWA World Tag Team Championship) og TNA Legends Championship én gang. Med alle disse titler blev han dermed den første til at vinde både TNA Triple Crown Championship og TNA Grand Slam Championship. Han er den eneste wrestler, der har vundet alle titler i TNA. 